# Rhapsody from the Low Countries
Rhapsody from the Low Countries is een compositie voor harmonieorkest en fanfare van de Nederlandse componist Henk van Lijnschooten. In de compositie zijn vier volksliederen verwerkt.
Het werk werd opgenomen op cd door het Nationaal Jeugd Harmonie Orkest onder leiding van Jan Cober.